# Função motora
Uma função motora é uma habilidade aprendida para causar um resultado de movimento predeterminado com a máxima certeza. O aprendizado motor é a mudança relativamente permanente na capacidade de realizar uma habilidade como resultado de prática ou experiência. O desempenho é a maneira com que uma função motora é apresentada e executada, e para que este seja o melhor possível, é necessário otimizar a capacidade de realizar a habilidade na taxa de sucesso, precisão e reduzir o consumo de energia. A prática contínua de uma função motora específica resultará em um desempenho muito melhorado. Nem todos os movimentos são funções motoras.
A função motora é profundamente estudada, sobretudo sua relação com diversas condições e patologias. Um desses exemplos é a escala de Fugl-Meyer, utilizada para avaliar a função motora em indivíduos que tenham sofrido Acidente Vascular Cerebral (AVC), que serve para avaliação de membros superiores e inferiores, totalizando 100 pontos intrinsecamente relacionados à subdivisão motora da escala.

## Habilidades Motoras
As habilidades motoras podem ser compreendidas como ações voluntárias incorporadas e direcionadas para atingir um objetivo. São desenvolvidas de acordo com a influência do meio ambiente em que um indivíduo se encontra inserido. Sendo assim, o desenvolvimento de habilidades motoras requer a vivência de experiências por parte de cada indivíduo.
Para a introdução de habilidades motoras específicas em ambientes escolares, por exemplo, costuma-se recorrer às modalidades desportivas, que se demonstram eficazes para o desenvolvimento de habilidades motoras fundamentais. Entretanto, é importante conhecer as fases do desenvolvimento motor, ter a disponibilidade de um ambiente propício para gerar oportunidade sistematizada e estruturada, a fim de permitir as ações motoras necessárias, provocando, então, o avanço das funções motoras desenvolvidas.

## Desenvolvimento
As crianças crescem de forma contínua ao longo do seu período de desenvolvimento infantil até a adolescência, levando a mudanças nas proporções e nas formas do corpo em cada momento dessa trajetória. Especificamente, um período crítico para a aquisição de funções motoras é o pré-escolar, porque as funções motoras e a estrutura neuroanatômica fundamental mostram desenvolvimento, elaboração e mielinização significativos. Segundo Barnett (apud FRANSEN et all, 2014, vol. 35, p.1375-1383), a capacidade de executar uma ampla gama de atos motores, muitas vezes descritos como competência motora, é um pré-requisito para uma participação agradável e bem-sucedida em atividades de lazer e esportes desde a infância até a idade adulta. O resultado dos movimentos e do desempenho em atividades físicas, é significativamente determinado pelo desenvolvimento da escala corporal, além disso, as mudanças que ocorrem no tamanho e na forma do corpo durante o crescimento são um fator fundamental nas alterações do movimento e seu resultado em atividades físicas. Muitos fatores contribuem para a capacidade e a taxa com que as crianças desenvolvem suas funções motoras. A menos que tenham uma incapacidade severa, as crianças devem desenvolver uma ampla gama de ações básicas de movimento e funções motoras. Segundo Gallahue e Ozmun (2005), o desenvolvimento motor ocorre em quatro fases ao longo da vida de um indivíduo: Fase Motora reflexiva; Motora rudimentar; Motora fundamental; Motora especializada.
Para os conceitos relacionados ao processo de aprendizagem de habilidades motoras, utilizamos o conceito de Aprendizagem Motora; conceito esse que sofre alterações desde o início do século XX, quando começaram a ser sistematizados estudos sobre o tema.
De acordo com Gallahue e Ozmun (2005), a fase Motora Reflexiva tem início no quarto mês, ou seja, ainda dentro do útero e vai até 4 meses de vida. Esta fase divide-se em dois estágios: o estágio de codificação de informações e o estágio de decodificação de informações.
A fase Motora Rudimentar ocorre do nascimento até o segundo ano de idade. Essa fase também se divide em dois estágios: estágio de inibição de reflexos e estágio de pré-controle.
A fase Motora Fundamental está dividida em três estágios: estágio inicial entre 2 e 3 anos, estágio elementar de 4 a 5 anos e estágio maduro de 6 a 7 anos de idade. Nessa fase, as crianças desenvolvem diversos movimentos como saltar, correr, chutar etc.
A última fase do desenvolvimento é a fase Motora Especializada, que se divide em três estágios: estágio transitório de 7 a 10 anos, estágio de aplicação de 11 a 13 anos e estágio de utilização permanente a partir dos 14 anos. Nessa fase, ocorre o processo de aperfeiçoamento e refinamento dos movimentos fundamentais.
A ampulheta de Gallahue mostra que grande parte do desenvolvimento das habilidades motoras acontece no período escolar. Isso evidencia a importância das atividades físicas nas escolas para o desenvolvimento motor.
Existem 6 aspectos do desenvolvimento:
1. Qualitativo: as mudanças no processo de movimento resultam em mudanças no resultado do movimento.
2. Sequencial: certos padrões de motor precedem os outros.
3. Cumulativo: os movimentos atuais são construídos sobre os anteriores.
4. Direcional: cefalocaudal ou proximodistal.
5. Multifatorial: impacto de muitos fatores.
6. Individual: dependente de cada pessoa.

O desenvolvimento é relacionado à idade, mas não depende dela. No que diz respeito à idade, verifica-se que os desenvolvimentos típicos devem atingir as funções motoras brutas utilizadas para controle postural e mobilidade vertical aos 5 anos de idade (Rosenbaum, Missiuna e Johnson, 2004).
Nos estágios de desenvolvimento da infância, as diferenças de gênero podem influenciar muito a função motora. Segundo Newell e Wade (2018), as trajetórias de crescimento através do desenvolvimento são diferentes entre os sexos, pois as meninas tendem a amadurecer mais cedo em relação aos meninos. No artigo "Uma investigação das diferenças de idade e gênero nas funções motoras específicas para crianças pré-escolares", as meninas obtiveram resultados significativamente maiores do que os meninos nas tarefas gráficas de motor e grafomotores. No entanto, os meninos foram vistos como melhores na tarefa de equilíbrio. Os resultados deste estudo sugerem que as meninas alcançam destreza manual antes dos meninos. A variabilidade dos resultados nos testes pode ser atribuída à multiplicidade de diferentes ferramentas de avaliação utilizadas. Além disso, as diferenças de gênero nas funções motoras são afetadas por fatores ambientais. Em essência, "os pais e os professores muitas vezes encorajam as meninas a se dedicarem a atividades que requerem funções motoras finas, enquanto promovem a participação dos meninos em ações de movimento dinâmico". No artigo do diário, Diferenças de Gênero de função motora desde a Infância até a Adolescência por Lisa Barrett, a evidência de funções motoras com base no gênero é aparente. Em geral, os meninos são mais habilidosos no controle de objetos e habilidades de manipulação de objetos. Essas tarefas incluem habilidades de lançamento, chuteamento e captura. Essas habilidades foram testadas e concluíram que os meninos melhoram nessas tarefas. Não houve evidência da diferença na habilidade locomotora entre os gêneros, mas ambos são melhorados na intervenção da atividade física. Em geral, houve o predomínio do desenvolvimento das habilidades de equilíbrio (motor bruto) em meninos e habilidades manuais (motor fino) em meninas. Componentes do Desenvolvimento: Crescimento: Aumento no tamanho do corpo ou suas partes à medida que o indivíduo avança em direção à maturidade. Variações estruturais quantitativas. Maturação: Refere-se a mudanças qualitativas que permitem avançar para níveis mais altos de funcionamento; é principalmente inato. Experiência/Aprendizagem: Refere-se a fatores dentro do ambiente que podem alterar ou modificar a aparência de várias características de desenvolvimento através do processo de aprendizagem. Adaptação: Refere-se à interação complexa ou interação entre forças dentro do indivíduo (natureza) e do meio ambiente (cultivar).

## Processo de desenvolvimento motor
Há duas explicações para o processo de desenvolvimento motor, sendo elas:
Maturação biológica do organismo: mais precisamente, maturação das estruturas subcorticais, na qual substitui a fase de limitação à movimentos reflexos (observada em recém nascidos) para a formação de movimentos voluntários.
Desenvolvimentista: defende que o desenvolvimento é resultante de diversos fatores como níveis genéticos, orgânicos, e culturais, pautando o ensino do simples para o complexo. Sendo assim, o aprendizado é relativo a experiência do indivíduo em contextos físicos e sociais.
Abordagem desenvolvimentista na educação física:
De acordo com Brouco (2003), a abordagem desenvolvimentista é destinada, no ramo da educação física, principalmente a crianças de 4 a 14 anos, respeitando os padrões ideais para cada faixa etária e particularidades do aluno.
A prática desta abordagem engloba não só a aprendizagem de novas habilidades, mas também o aprimoramento de habilidades já adquiridas.
Sua finalidade principal, dentro de uma aula, é a aprendizagem e prática do movimento em si. No entanto, sabe-se que ao praticar as habilidades motoras, muitas outras habilidades são desenvolvidas.
Como exemplo pode ser citado a prática de esportes em grupo, que aprimoram não só a habilidade motora específica e destinada do determinado esporte, mas também habilidades sociais decorrentes do contato para com a equipe.
Destarte, para Go Tani (1988), "a educação procura facilitar três tipos de aprendizagem: sobre o movimento, pelo movimento e do movimento”.

## Influências no desenvolvimento
O desenvolvimento motor é um fenômeno que permeia a vida de todas as pessoas; ele possibilita a realização de atos motores essenciais à lida diária não só por sua excepcionalidade, mas também por sua ubiquidade (CONNOLLY, 2000), na medida que o estilo de vida exerce forte influência no desenvolvimento motor dos indivíduos (SANTOS, 2004).
Estresse e excitação: o estresse e a ansiedade são o resultado de um desequilíbrio entre a demanda e a capacidade do indivíduo. A excitação é o estado de interesse na habilidade. O nível de desempenho ideal é o estresse moderado ou a excitação. Um exemplo de muito baixo estado de excitação é um trabalhador super qualificado que realiza trabalhos repetitivos. Um exemplo de nível de estresse muito alto é um pianista ansioso em um recital.
Fadiga: a deterioração do desempenho quando uma tarefa estressante é continuada durante muito tempo, semelhante à fadiga muscular experimentada quando exercida por uma taxa rápida ou longo período de tempo. A fadiga é causada por excesso de excitação. A fadiga afeta um indivíduo de várias maneiras: mudanças perceptivas nas quais diminui a acuidade visual ou a consciência, diminuição do desempenho (tempos de reação ou velocidade de movimentos), irregularidades no tempo e desorganização do desempenho.
Vigilância: o efeito da perda de vigilância é o mesmo que a fadiga, mas é causado pela falta de excitação. Algumas tarefas incluem empregos que exigem pouco trabalho e alta atenção.
Gênero: o gênero desempenha um papel importante no desenvolvimento da criança. As meninas são mais propensas a serem vistas realizando integração fina, estacionária e visual-motora. Por outro lado, os meninos, predominantemente realizam habilidades de manipulação de objetos. Ao pesquisar o desenvolvimento motor em idade pré-escolar, as crianças eram mais propensas a serem vistas realizando habilidades como saltar ou habilidades com o uso apenas das mãos. Os meninos foram vistos para realizar habilidades grosseiras, como chutar ou jogar uma bola ou balançar um morcego.
Transtorno do Déficit de Atenção com Hiperatividade (TDAH): alunos escolares com Transtorno do Déficit de Atenção com Hiperatividade apresentam desempenho inferior aos escolares com bom desempenho acadêmico em relação às funções motoras fina, sensorial e perceptiva. Tais dificuldades podem causar impacto significativo sobre o desempenho acadêmico, uma vez que comprometem o desenvolvimento da linguagem escrita, ocasionando disgrafia nesses escolares.
Síndrome de Down: os bebês que possuem SD (Síndrome de Down) apresentam dificuldades e demoram para desenvolver algumas habilidades motoras primárias como, sustentar a cabeça, segurar objetos, rolar, sentar, engatinhar, andar e correr, esses atrasos ocorrem por conta da frouxidão ligamentar e hipotonia muscular. Normalmente crianças com SD aprendem a andar com um ano de atraso em relação as outras crianças. Costuma-se intervir precocemente com crianças com SD, antes de desenvolverem desvios posturais é importante que as crianças sejam expostas a estímulos sensoriais para ajudar no desenvolvimento motor.
Obesidade/sobrepeso: Ao nascer no estado de obesidade/sobrepeso, normalmente devido a fatores ambientais e biológicos, pode haver influências na aprendizagem de habilidades motoras nas crianças, necessitando a procura de mecanismos de adaptações, para reverter a situação e conseguir um melhor desenvolvimento motor. Ao investigar crianças com o peso elevado, na faixa de zero a dois anos, foi observado que crianças com o IMC elevado, tiveram maiores dificuldades de coordenação em relação as crianças com o peso adequado. Demonstrando assim, a influência negativa da obesidade/sobrepeso no desenvolvimento motor nessa faixa etária infantil.
Implicações durante a gestação: Outra grande influência para o desenvolvimento motor são os cuidados que a mãe deve ter com o bebe ainda durante a gestação. Situações como o tabagismo materno e também advindos de pessoas que convivem com a gestante foram analisadas em estudos recentes. Eles atestaram que, embora os resultados não fossem tão pessimistas para as crianças na primeira infância, com as crianças entre oito e nove anos de idade os resultados são mais significativos, já que neste grupo, aquelas expostas ao tabagismo tiveram mais dificuldades motoras do que as outras que não foram expostas. Dessa forma, por mais que na primeira infância essa exposição não seja tão prejudicial, a longo prazo o desenvolvimento motor infantil é afetado, pois além desse atraso motor, há também uma baixa na qualidade de vida, visto que ela terá mais limitações físicas como a falta de ar, por exemplo.
Além dos fatores já citados que influenciam em seu desenvolvimento, podemos citar ainda que a criança sofre influência da família como determinante nesse processo de desenvolvimento, ou seja, o desenvolvimento pessoal e um estilo de vida saudável através de experiências práticas positivas resultam em uma melhora da performance global, acondicionando o desenvolvimento de uma criança.
O movimento é inerente ao ser humano e seu corpo fala através dele, estando presente em todos os momentos da vida. Segundo  Paim, 2003, é através dele que as crianças conseguem se comunicar com a sociedade. O movimentar-se é de grande importância biológica, psicológica, social e cultural, pois, é através da execução dos movimentos que as pessoas interagem com o meio ambiente, relacionando-se com os outros, aprendem sobre si, seus limites, capacidades e solucionam problemas. A organização do desenvolvimento se inicia no nascimento, e os domínios motor, afetivo-social e cognitivo vão se diferenciando gradualmente (TANI et al, 1988). A aquisição desses movimentos é de vital importância para o domínio motor (PAIM, 2003) sendo importante sua presença no exercício diário destas crianças nas esferas familiares, escolares e sociais ( com outras crianças), e que estas esferas tenham estruturas para proporcionar os estímulos necessários para um desenvolvimento motor adequado.
Entretanto, com um aumento significativo da violência, muitos pais privam seus filhos de explorar a possibilidade de brincar na rua, por exemplo, e em outros ambientes que se tornaram perigosos com o tempo, fazendo com que cada vez menos as crianças tenham liberdade de explorarem e aprimorarem seu conhecimento e domínio corporal, aumentando o índice de sedentarismo e inseguranças.
É na fase escolar que a criança começa a vivenciar o mundo em que está inserido. Para isso precisamos criar ambientes favoráveis a fim de proporcionar o maior número de experiências motoras possíveis, pois nessa fase as experiências são pré-requisitos que permeiam essa vivência e que isso possa repercutir de modo positivo para uma fase adulta saudável e ativa. A Educação Física age como auxiliar nesse processo de desenvolvimento, permitindo ao profissional da área criar experiências motoras, proporcionando atividades que promovam e atendam as necessidades de crianças com diferentes níveis de habilidades e experiências, promovendo sua autonomia e colocando-as como sujeito de sua própria aprendizagem.

## A influência do gênero nas habilidades locomotoras de crianças
O desenvolvimento motor afirma que para adquirir domínio nas habilidades motoras também depende da oportunidade e qualidade da prática nessas tarefas realizadas a partir de gênero e idade, já que essas seriam interferências nem sempre convictas de resultados diferentes, mas fatores que corroboram para o processo de aprendizagem e no desenvolvimento em habilidades motoras fundamentais para formar ações bases de movimentos. E sabendo que, mesmo na infância é possível verificar diferenças entre gêneros que detalham fatores como por exemplo o maior tamanho do corpo e comprimento de alavancas podem fazer com que os meninos desempenham melhor função motora grossa em tarefas que exijam deslocamento do corpo no espaço, e também,  condições impostas culturalmente vista com preceitos ou não, que são estabelecidas dependendo do gênero da criança que acabam já influenciando a mentalidade do executar ou não determinada atividade. Em vista do desenvolvimento motor infantil, é esperado uma progressão e aumento dos níveis de complexidade de habilidades motoras, e que esse processo é influenciado por fatores individuais, ambiente e até da tarefa que é exigida, a partir do resultado comparado dessa atividades pode-se questionar se meninos e meninas se diferem, no âmbito qualidade das ações e no desempenho em habilidades locomotoras. Como argumento, podemos pensar nas ofertas de atividades práticas motoras que fazem parte da infância de meninos, que meninos estão mais envolvidos com brinquedos que contêm componentes móveis e promovem uma maior atividade motora em espaços mais amplos, ao contrário das atividades de crianças meninas às que envolvem brincadeiras mais estáticas e comportamentos mais verbais do que motores. Já em meninas, mostra-se que são mais eficientes em habilidades locomotoras específicas que requerem controle motor fino, flexibilidade e equilíbrio. Portanto, o comportamento motor infantil deve ser estimulado por atividades que aumentam a diversidade e a complexidade da função motora  estimulando a interação de habilidades indiferente ao gênero superando questões de afinidade e ideais pré estabelecidos em crianças.

## Etapas da aprendizagem motora
O aprendizado motor é uma mudança, resultante da prática. Muitas vezes, é necessário melhorar a precisão dos movimentos, simples e complexos, como as mudanças no ambiente. O aprendizado do sistema é uma habilidade relativamente permanente, pois a capacidade de responder adequadamente é adquirida e mantida.
Os estágios da aprendizagem motora são a fase cognitiva, a fase associativa e a fase autônoma.
Fase cognitiva: Quando um aluno é novo em uma tarefa específica, o processo de pensamento primário começa com "o que precisa ser feito?" é necessária uma atividade cognitiva considerável para que o aluno possa determinar estratégias adequadas para refletir adequadamente o objetivo desejado. Boas estratégias são mantidas e estratégias ineficientes são descartadas. O desempenho é muito melhor em um curto período de tempo.
Fase associativa: O aprendiz determinou a maneira mais eficaz de realizar a tarefa e começa a fazer ajustes sutis no desempenho. As melhorias são mais graduais e os movimentos se tornam mais consistentes. Esta fase pode durar muito tempo. As habilidades nesta fase são fluentes, eficientes e esteticamente agradáveis.
Existem diferenças específicas de gênero no desempenho de lançamento qualitativo, mas não necessariamente no desempenho quantitativo de lançamento. Atletas masculinos e femininos demonstraram padrões de movimento semelhantes nas ações do úmero e do antebraço, mas diferiram nas ações do tronco, pisar e retroceder.
Fase autônoma: Esta fase pode demorar de vários meses até anos. A fase é apelidada de "autônomo" porque o artista pode agora "automaticamente" completar a tarefa sem ter que prestar atenção para realizá-la. Exemplos incluem a leitura de caminhadas e de leitura ou visão enquanto faz aritmética simples.

## Habilidades motoras básicas na educação física escolar
As habilidades motoras básicas se desenvolvem conforme a criança cresce e se movimenta, sendo muito importantes nas aulas de Educação Física escolar. A abordagem desenvolvimentista propõe que o professor organize suas aulas respeitando o nível de desenvolvimento motor dos alunos, adaptando as atividades conforme a idade e as capacidades de cada etapa. Segundo um estudo apresentado no VI Congresso Estadual de Educação Física na Escola, essa abordagem orienta todo o planejamento do professor, ajudando na escolha das práticas mais adequadas para estimular o desenvolvimento motor. Ela também pode ser combinada com o Método Situacional, que auxilia na aplicação prática das aulas de forma contextualizada.UNIVERSIDADE DO VALE DO TAQUARI - UNIVATES. Anais do VI Congresso Estadual de Educação Física na Escola. Lajeado: Univates, 2011. p. 171–172. Disponível em: https://www.univates.br/editora-univates/media/publicacoes/211/pdf_211.pdf. Acesso em: 04 jul. 2025.

## Desenvolvimento motor infantil através da ludicidade
É de extrema importância para uma criança que seu desenvolvimento motor seja alcançado de forma mais assertiva possível. Isso porque, com as habilidades motoras desenvolvidas, a criança será capaz de aumentar sua criatividade, melhorar a sua caligrafia, exercitar o cérebro, fortalecer a musculatura, dentre outras atividades essenciais para sua vida futura tanto em aspectos sociais quanto intelectuais e culturais.
Seguindo essa linha, para isso ser alcançado, muitos recomendam a ludicidade para as crianças, a qual envolve brincadeiras que contribuam para o processo de desenvolvimento não só da parte motora da criança, como também da sua personalidade, suas motivações, emoções e valores (ARRUDA et al., 2009)  
Segundo ALMEIDA(1995), "as técnicas lúdicas fazem com que as crianças aprendam com prazer, alegria e entretenimento". Além disso, pode-se dizer que atividades desse tipo possui como característica uma linguagem facilmente entendida pelas crianças, já que se refere a uma linguagem clara e objetiva. São exemplos de atividades lúdicas essenciais para o desenvolvimento motor: desenhar, pular corda, arremesso de bola, alongamento, equilíbrio, imitar animais, caminhar e correr, dentre outras. Assim, a ludicidade permite à criança encontrar o equilíbrio entre o mundo real e o mundo fantasioso, com a oportunidade de se desenvolver de maneira prazerosa.
Atualmente, os jogos eletrônicos também podem ser considerados uma forma lúdica de desenvolvimento de funções motoras finas. Crianças que tem experiências com jogos eletrônicos tem um tempo de resposta menor e uma maior facilidade para tomadas de decisão com relação a crianças que não costumam jogar.

## Mecanismo do processo de aprendizagem motora
Para adquirir uma nova habilidade motora há um processo com várias etapas. O processo se inicia a partir da identificação do estímulo que foi desencadeado. O estímulo pode ocorrer desde o mais simples (apenas um elemento. Ex: tátil) até o mais complexo (mais de um elemento. Ex: volitivos). Ocorre uma decodificação dos parâmetros que são analisados pelo SNC, traduzindo em sinais adequados. Em seguida, há uma comparação com as informações armazenadas de memória, em busca de um referencial para a próxima etapa. Nessa etapa, tem a escolha da resposta motora mais eficaz em relação ao estímulo inicial, fazendo com que se tenha a programação da resposta para organizar os padrões de ativação da área motora primária.
A realimentação do processo é importante para permitir a comparação das informações contidas na memória, aprimorar a resposta e atualizar informações. Além disso, também organiza os movimentos com ajustes posturais para suporte ao movimento.
A execução do movimento é o objetivo final, para isso tem a realimentação para corrigir inadequações e atualizar a programação alterações do meio que possam ocorrer.
As eferências extrínsecas e intrínsecas são importantes para a correção e fixação da resposta ao estímulo. As intrínsecas evidencia a repetição como forma de aprendizagem implícita e a extrínseca evidencia potencializar e reforçar a aprendizagem.
Dessa forma, a resposta adequada é fixada para reativação quando houver repetição do estímulo. A resposta inadequada trará uma experiência de execução que auxiliará em nova resposta ao mesmo estímulo. A avaliação final do resultado é a essência da aprendizagem motora.
Para Schmidt, 2003 et. al., a aprendizagem motora pode se dar uma uma teoria chamada de Teoria do esquema, que seria a junção da teoria do circuito aberto, em junção à teoria do circuito fechado, aperfeiçoando e complementando seus conceitos. Na teoria do esquema existem programas motores generalizados, onde não necessariamente há um movimento "aprendido" e sim, um padrão de movimento flexível, que seria responsável pelo controle da estrutura do movimento, porém com aspectos básicos que podem ser invariáveis, como a sequência de ativação muscular, ou variáveis, como a velocidade em que o movimento será realizado. Na teoria também são apresentados os esquemas, que seriam regras abstratas responsáveis, por sua vez, de especificar os parâmetros da resposta motora, variando de acordo com o objetivo da tarefa na qual o movimento desejado está inserido. Segundo o autor existem dois tipos de esquema: o de lembrança e o de reconhecimento.
O esquema de lembrança efetua a especificação dos parâmetros necessários e produz o movimento, enquanto o esquema de reconhecimento analisa se o movimento foi feito da forma correta, e se os parâmetros utilizados foram adequados após a fase de execução do movimento. Segundo Schmidt, o estímulo, que é o motivo do desejo de realizar devido movimento, é recebido pelo sistema executivo, o esquema (identificação do estímulo, seleção da resposta, programação da resposta), em seguida vai para o programa motor generalizado (medula espinal, músculos, ambiente) e recebe um feedback através da comparação entre o estado desejado e o movimento realizado, em caso de erro ou de não atingir o movimento no estado em que se planejou, o ciclo retorna até o momento em que o indivíduo "aprende" tal movimento e estabelece um programa motor para ele.

Eferência extrínseca e Conhecimento de Resultado (CR)
O "feedback" aumentado sobre o resultado de uma ação, denominado de conhecimento de resultados (CR), é o dado externo que suplementa a fonte interna de informação sobre o erro na avaliação da ação ("feedback intrínseco") (ADAMS, 1987; SCHIMIDT & LEE, 1999).
Uma das propriedades do CR é o seu grau de precisão (MENDES & GODINHO, 1994). TROWBRIDGE e CASON (1932), citados por ADAMS (1987) podem ser considerados precursores da investigação sobre os efeitos da precisão do CR ao demonstrarem que um CR mais específico (quantitativo) produzia aprendizagem mais rápida do que CR mais genérico (qualitativo). Alguns estudos têm evidenciado que um maior grau de precisão de CR tem efeito positivo no processo de aprendizagem (Gill, 1975; GODINHO & MENDES, 1996; MAGILL & WOOD, 1986; WRIGHT, SMITH-MUNYON & SIDAWAY, 1997). Conforme proposto pela hipótese de guia (SALMONI, SCHIMIDt & WALTER, 1984) a razão da influência positiva do aumento da precisão de CR parece estar ligada ao fato de que a informação mais exata sobre o erro permite que o aprendiz elabore os pontos necessários à modificação do comportamento. Porém, outros estudos não sustentaram estes achados (JENSEN, PICADO & MORENZ, 1981; THOMAS, MITCHELL & SOLMON, 1979).
Para além de apontar onde estão os erros, o CR pode ser também utilizado de forma motivacional. Em um estudo sobre aprendizagem motora de crianças, o CR foi utilizado somente após tentativas boas de práticas, ao invés de após tentativas ruins. O resultado foi de que a motivação dos aprendizes foi aumentada e isso teve impacto positivo direto na aprendizagem.

## Função Motora Fina
Define-se como função motora fina a capacidade de controlar um conjunto de atividades de movimento de certos segmentos do corpo, o qual, ao empregar uma força mínima, atinge uma resposta precisa à alguma tarefa. A ação motora fina, é uma das ações motoras que exigem um maior grau de integração e funcionamento adequado do sistema nervoso central, por desenvolver atividades e tarefas minimalistas, como por exemplo, escrever, comer com talheres, desenhar, dar nós nos sapatos; atividades essas que precisam ser desenvolvidas e estimuladas de acordo com a idade.
Embora os músculos grandes possam estar envolvidos no desempenho de uma habilidade motora fina, são os músculos pequenos os principais envolvidos para realizar a tarefa e requerem um maior controle especificamente dos músculos envolvidos na coordenação mão-olhos, e exigem um alto grau de precisão no movimento da mão e dedos.
Algumas alterações neurobiológicas, como por exemplo o Transtorno do Déficit de Atenção com Hiperatividade (TDHA), podem comprometer e acarretar diferenças em tarefas que requerem o uso da função motora fina, função sensorial e função perceptiva. De acordo com o estudo presente no artigo, no caso de escolares diagnosticados com TDHA notou-se que há um desempenho inferior em relação àqueles que não apresentam o TDHA, um dos motivos que acarretam tal fato é que alterações motoras geram dificuldade para desenvolver a escrita, pois ocasiona alterações sobre a coordenação motora fina, responsável pelo grafismo.
No caso do desenvolvimento infantil, esse tipo de coordenação, como já citado anteriormente, está relacionada com atividades mais delicadas como pintar, escrever e desenhar, estimulando músculos menores como os das mãos, dedos e pulsos. Seguindo essa linha, esse desenvolvimento específico é de extrema importância para as crianças já que ajuda no fortalecimento dos músculos, desenvolve a concentração, melhora a coordenação dos movimentos, aumenta a criatividade, dentre outros. Além disso, durante o desenvolvimento da coordenação infantil fina, já começa a ser notório se a criança será canhota ou destra.

## Função Motora Grossa
O desenvolvimento da coordenação motora grossa é um processo gradual, em que o fortalecimento dos músculos, a coordenação entre eles e a conquista de cada habilidade tem influência em como o indivíduo lida com a repetição da tarefa. Envolve habilidades menos delicadas, como pular, subir e descer escadas. Está relacionada a grupos grandes de músculos e diretamente ligada à capacidade para realizar atividades esportivas. Vale salientar que a prática de esportes pode ajudar a desenvolver essa coordenação motora.
Toda vez que usamos grandes músculos, o nosso corpo todo ou várias partes dele ao mesmo tempo, estamos colocando em ação a nossa capacidade motora grossa. Por isso o tônus muscular é fundamental para exercê-la. Se o corpo reage de maneira muito constrita, os movimentos saem estranhos ou desconectados. Se ele reage de modo muito solto, os movimentos parecem lentos e é preciso usar mais força para realizá-los.

## Confiabilidade do Sistema de Classificação da Função Motora Grossa Ampliado e Revisto (GMFCS E & R)[30]
A paralisia cerebral, uma das doenças mais comuns que ocorre na infância, é uma lesão neurológica que ocorre principalmente por conta da isquemia cerebral ou falta de oxigênio no cérebro, que pode acontecer durante a gravidez ou trabalho de parto e até mesmo antes do indivíduo completar 2 anos. Causando como consequência limitações em atividades da função motora.
Portanto, para categorizar a paralisia cerebral é utilizado o Gross Motor Function, traduzido como Sistema de Classificação da Função Motora Grossa (GMFCS) em português, que é atualmente usado para classificar a função motora grossa de crianças com paralisia cerebral em pesquisas e práticas clinicas, na faixa etária entre 0 a 12 anos, com cinco níveis fundamentado em movimentos iniciais voluntários, como descrito no tópico "Classificação da função motora em crianças com Paralisia Cerebral”, além da versão ampliada e confiável do GMFCS (GMFCS E & R), que incluiu a faixa etária de 12 a 18 anos. A GMFCS mostrou ótimos resultados de testes, entretanto, entre os profissionais e estudantes de graduação na área da saúde o GMFCS, as classificações de confiabilidade e fácil aplicação se mostram muito escassos, além de não verificarem sua validade para outros profissionais da saúde no Brasil.
Por conta disso, foi realizado testes no artigo “Confiabilidade do Sistema de Classificação da Função Motora Grossa Ampliado e Revisto (GMFCS E & R)” entre estudantes e profissionais de saúde no Brasil", sobre a confiabilidade através de avaliações da versão brasileira do GMFCS por estudantes e profissionais da área de fisioterapia e terapia ocupacional, com diversos níveis de experiência. Nessa avaliação, foram feitas gravações de função motora grossa de 30 crianças com paralisia cerebral entre 4 e 18 anos, observado pelo serviço de neurologia ou pela reabilitação de um hospital no interior de São Paulo.
Os indivíduos foram avaliados através do controle do tronco, cabeça, trocas de postura (como rolar, arrastar e engatinhar), além da marcha. Os movimentos foram gravados pelos auxiliares de pesquisa e identificados por código e idade, para serem enviados aos estudantes e profissionais participantes entre 3 grupos, para avaliarem a classificação do nível motor pelo GMFCS E & R.
No resultado final, foi comprovado que o sistema GMFCS é confiável, através dos índices de concordância quase perfeitas dos testes de classificação motora entre os grupos de estudantes e profissionais da saúde com até cinco anos de experiencia, além de exibir que profissionais de diversas áreas e de diferentes experiencias profissionais podem utilizar o GMFCS para a função motora grossa com eficiência.

## Classificação da função motora em crianças com Paralisia Cerebral[31]
A Paralisia Cerebral (PC) pode ser definida como uma desordem da postura e do movimento, persistente, porém não imutável causada por lesão no Sistema Nervoso Central (SNC) em desenvolvimento, antes, durante o nascimento ou nos primeiros meses da infância. Desta forma, a PC causa dificuldades variáveis na coordenação da ação muscular, com resultante incapacidade da criança em manter posturas e realizar movimentos normais.
Neste sentido, os indivíduos apresentam alterações motoras complexas sendo que os déficits primários descritos por Papavasiliou são: tônus muscular anormal influenciando a postura e movimento; alteração do balance e coordenação; diminuição de força; perda do controle motor seletivo com problemas secundários de contraturas e deformidades ósseas.
Um estudo procurou classificar a função motora em dois tipos, sendo que os grupos foram definidos de acordo com a classificação funcional das crianças. Para a classificação do nível de função motora grossa, os participantes foram classificados segundo o GMFCS , e para a classificação do nível de função motora fina ou habilidade manual foi utilizado o MCS1.
A classificação pelo GMFCS no nível I indica que ela consegue locomover-se sem restrições; no nível II esta criança apresenta limitação na marcha em ambiente externo; e o nível III é atribuído àquelas que necessitam de apoio para locomoção. Já no nível IV há necessidade de equipamentos de tecnologia assistida para mobilidade e no nível V a criança apresenta restrição grave de movimentação, mesmo com tecnologias mais avançadas. No MCS1, independente da idade, as crianças que são capazes de manipular objetos facilmente são classificadas em nível I e aquelas que manipulam objetos com menor qualidade pertencem ao II. Já as crianças do nível III, manipulam objetos com dificuldade necessitando de ajuda ou adaptação da atividade e, no IV, estão aquelas que executam atividades manuais com êxito limitado, necessitando de supervisão contínua. Finalmente no nível V, enquadram-se as crianças severamente comprometidas nas habilidades manuais, necessitando de assistência total.
Sendo assim, mesmo com as limitações do estudo apresentado, como o fato de o grupo amostral ter sido dividido em grupos pelos dois sistemas de classificação, tanto o GMFCS quanto o MACS, resultando em grupos com poucas pessoas, ficou claro que ainda são bons indicadores para a avaliação do nível de função motora grossa e das habilidades manuais de crianças com Paralisia Cerebral. Além disso, os dados obtidos a partir desse estudo podem auxiliar na escolha de avaliações e no planejamento das intervenções clínicas.

## Avaliação da função motora grossa em pacientes com encefalopatia crônica não progressiva da infância com o uso da suit terapia[33]
A Encefalopatia Crônica Não Progressiva da Infância caracteriza-se por distúrbios motores de caráter não progressivo em um cérebro em desenvolvimento. É classificada de acordo com o tipo e localização, sendo que esta doença causa atraso no desenvolvimento motor da criança. Pensando nas disfunções causadas pela doença surgiu a Suit Terapia, utilizada como órteses na assistência a crianças com deficiência neuromotora, e usada como recurso terapêutico no tratamento de crianças com paralisia cerebral (PC).
As pesquisas feitas tiveram como objetivo avaliar a função motora grossa em três momentos: sem o uso da Suit Terapia, com o uso parcial e com o uso total da Suit Terapia em crianças portadoras de Encefalopatia Crônica I. Tratou-se de um estudo quantitativo, avaliando 5 crianças, com idade de 5 a 11 anos de ambos os sexos. Os instrumentos para avaliação foram o GMFM (Gross Motor Function Measure), o GMFCS (Gross Motor Function Classification System for Cerebral Palsy), e um macacão ortopédico (marca Pediasuit).
Os resultados com o uso da Suit Terapia foram significativos, melhorando o desemprenho motor das crianças, fazendo com que elas obtivessem um maior escore no GMFM em todas as dimensões, principalmente nas dimensões D e E, alcançando um aumento de até 23% nas habilidades motoras grossas.

## Efeitos da realidade virtual na recuperação da função motora de membro superior em paciente com AVC Crônico[34]
A terapêutica através do ambiente virtual tem sido cada vez mais utilizada, estudada e aprimorada. Evidências de fisioterapia para tratamento de acidente vascular cerebral (AVC) crônico mostram sua eficácia e mostram uma relação proporcional entre a intensidade do exercício e os resultados alcançados. Pesquisas sugerem que estratégias de intervenção voltadas ao treinamento de tarefas específicas, fortalecimento muscular e estimulação da aprendizagem motora constituem enormes possibilidades terapêuticas.
O uso de jogos relacionados à realidade virtual (VR) na neurorreabilitação vem ganhando popularidade. Embora não desenvolvido para pessoas com distúrbios do movimento, o Nintendo-Wii (console conhecido pelo controle através de movimentos) tem sido amplamente utilizado e apontado como uma forma de fornecer treinamento em tarefas específicas com alta intensidade de repetição que melhora a função motora.
Através de um estudo, um paciente passou um regime de tratamento usando um jogo de realidade virtual Nintendo-Wii em 10 sessões, 2 sessões de 30 minutos por semana. O tempo de tratamento para cada jogo é de 10 minutos, com um período de descanso de 5 minutos entre eles. Para avaliação,  foram utilizado a Escala de Fugl-Meyer - EFM e o teste de Função Motora de Wolf (TFMW). A duração do tempo de realização do movimento com o membro superior esquerdo (afetado pelo acidente), inicialmente, foi de 3,15 minutos. Após o tratamento, houve a diminuição do tempo para 0,48 minutos, uma melhora potencial de 55% em relação ao seu primeiro resultado.
Os exergames são jogos relacionados à atividade física que foram desenvolvidos a partir de preocupações com as altas taxas de obesidade na população jovem dos EUA. Além de promover maior gasto calórico, o jogo também facilita a competição, a cooperação mútua, as interações virtuais e sociais, inclusive em pacientes com AVC, o que a torna introduzida na prática de reabilitação desportiva. Em idosos, os jogos motores aumentaram o tempo de reação, a coordenação visuomotora, o sucesso na evolução do jogo e o engajamento social.

## Terapia Neuromotora Intensiva (TNMI) & Paralisia Cerebral (PC)[35]
A Terapia Neuromotora Intensiva (TNMI) é uma abordagem abrangente composta de 4 (quatro) horas de terapia por dia, 5 (cinco) dias por semana, durante 3 (três) ou 4 (quatro) semanas com protocolo que consiste em exercícios resistidos, de coordenação e equilíbrio realizados dentro de gaiolas de atividade e com uso de traje Pediasuit.
Dessa forma, a pesquisa "A terapia neuromotora intensiva (TNMI) na função motora grossa de crianças com paralisia cerebral" buscou justamente avaliar os efeitos causados pela TNMI na função motora grossa de crianças com PC. A pesquisa contou com 23 crianças, sendo meninos e meninas entre 2 e 12 anos, que possuíam diagnóstico clínico de paralisia cerebral, sendo que essas crianças foram classificadas a partir do GMFCS (já citado anteriormente) e estavam dentro dos níveis II, III, IV e V.
Sendo assim, a partir do estudo realizado foram verificadas melhoras em capacidades como: deitar, rolar e sentar, sendo justificada por uma recuperação do atraso motor e pela plasticidade cerebral, ambas promovidas pela terapia neuromotora intensiva associada ao uso do Pediasuit.
Atividades como rastejar e ajoelhar, ficar em pé, andar, correr e saltar não apresentaram melhoras significativas. Essas limitações podem ser justificadas e estarem associadas ao comprometimento motor para com as atividades que precisam da marcha.
A paralisia cerebral requer um tratamento com estimulações individuais e específicas, para que assim ocorra a evolução motora necessária e adequada para cada indivíduo, já que cada sujeito evolui de maneira singular. Esse tratamento ocorre na TNMI, sendo por isso um método de tratamento promissor e que destaca-se.
Com isso, os resultados obtidos no estudo apresentaram que a terapia neuromotora intensiva análoga ao Pediasuit podem proporcionar evoluções no desenvolvimento motor grosso da criança com paralisia cerebral do tipo quadriplegia (condição mais observada nas crianças da amostra).

## Métodos de avaliação da função motora
Para o melhor desenvolvimento da função motora podem ser aplicados diferentes instrumentos de avaliação, dessa forma, é possível mensurar e classificar o ponto de desenvolvimento atual e traçar estratégias para intervenções adequadas no processo de ensino-aprendizagem, seja ele para indivíduos nas mais diversas situações, como crianças, pacientes com paralisia cerebral, pacientes que sofreram acidente vascular encefálico, pacientes com miopatia, etc. (Pereira et al, 2015). Sendo assim, deve ser feita a escolha do instrumento mais adequado, de acordo com a população a ser estudada, levando em consideração a validade, confiabilidade e sensibilidade do instrumento. A validade se refere a acurácia do instrumento em responder àquilo que está de acordo com o objetivo do teste; a confiabilidade diz respeito à reprodutibilidade do teste, ou seja, se ele for feito diversas vezes, ainda assim apresentará o mesmo padrão de resultados, mostrando que sua utilização em diferentes estudos é viável; já a sensibilidade do instrumento remete à relevância clínica do mesmo, mostrando se as alterações nos resultados são relevantes na prática. (Cavaco & Alouche, 2010)
Diversas revisões e trabalhos na literatura buscaram avaliar quais seriam os métodos de avaliação mais utilizados para mensurar a função motora nas mais diversas populações. Abaixo é possível verificar alguns exemplos dos instrumentos mais utilizados de acordo com a população a ser estudada.
Pacientes pós Acidente Vascular Encefálico (Análise da função motora de membros superiores) - Escala de Fugl-Meyer - EFM (Testes com validação em Língua Portuguesa); Teste de Habilidade Motora para Membro Superior - THMMS (Testes com validação em Língua Portuguesa); Medida de independência funcional - MIF (Testes com validação em Língua Portuguesa); Inventário de atividade de braço e mão de Chedoke (CAHAI - Chedoke arm and hand activity inventory); Escala de avaliação motora (MAS - Motor Assessment Scale); Teste de função motora de Wolf (WMFT - Wolf motor function test); Índice de Barthel; Sistema de mensuração de autonomia funcional (SMAF - Functional autonomy measurement system); Teste de caixa e blocos; Escala de independência em atividades da vida diária de Katz (Cavaco & Alouche, 2010)
Desenvolvimento de crianças - Teste de Denver II; Escala de Desenvolvimento Motor Peabody (PDMS - Peabody Developmental Motor Scale); Medida de Função Motora Grossa (GMFM -  Gross Motor Function Measure); Escala Motora Infantil de Alberta (AIMS - Alberta Infant Motor Scale); Bayley III (Bayley Scale Of Infant Development); Inventário de Avaliação Pediátrica de Incapacidade (PEDI - Pediatric Evaluation of Disability Inventory) e Escala de Desenvolvimento do Comportamento da Criança (EDCC) (Barros et al, 2020)
Crianças com paralisia cerebral - Inventário de Avaliação Pediátrica de Incapacidade (PEDI - Pediatric Evaluation of Disability Inventory), Escala Motora Infantil de Alberta (AIMS - Alberta Infant Motor Scale), Medida de Função Motora Grossa (GMFM - Gross Motor Function Measure); Sistema de Classificação de Habilidade Manual (MACS - Manual Ability Classification System); Sistema de Classificação de Função Motora Grossa (GMFCS - Gross Motor Function Classification System) (Antunes, 2020)

## Função motora fina, sensorial e perceptiva em escolares com Transtorno do Déficit de Atenção e Hiperatividade[37]
O transtorno do déficit de atenção e hiperatividade geralmente é encontrado ainda na infância e pode permanecer até a fase adulta, na maioria dos casos. A principais características desse quadro são: desatenção, agitação psicomotora e impulsividade.
Nos últimos anos foram realizados alguns estudos que apontaram que pessoas com o quadro de TDAH apresentam disfunções cerebrais, em particular nos lobos frontais, o que pode levar a alterações de alguns mecanismos cognitivos. Essas alterações dificultam o desenvolvimento da linguagem escrita e oral e, consequentemente, a aprendizagem escolar.
Foi feito um estudo com escolares com idade entre 8 e 11 anos, sendo 11 diagnosticados com TDAH e 11 com bom desempenho escolar. Com isso, os resultados comprovaram que há uma diferença na execução das tarefas de função motora fina, sensorial e perceptiva entre os dois grupos, sendo que o grupo com TDAH possui um desempenho inferior e todos apresentam disgrafia.
A partir desses dados, foi verificado que escolares com TDAH apresentam alterações na coordenação motora fina, sensorial e perceptiva, de forma que interfira no aperfeiçoamento na coordenação em atividades mais complexas como a utilização de ferramentas simples como um lápis ou uma tesoura, ou até mesmo a utilização geral da mão e dos dedos.
Assim como já descrito na literatura, escolares com TDAH possuem disfunções neurológicas nos lobos frontais, e, por conta disso, já é esperado que eles apresentem dificuldades na execução de tarefas relacionadas às funções. Essa região neurológica citada é a responsável por planejar, organizar e executar o ato motor.
Ademais, é de enorme importância citar sobre a disgrafia comumente encontrada em pessoas com TDAH, que pode levar a um prejuízo no desenvolvimento acadêmico e social, pelo fato de comprometer a aquisição e aprendizagem da linguagem escrita.
Dessa forma, é de grande importância e necessidade o desenvolvimento de atividades motoras finas e psicomotoras com os escolares, com intuito de minimizar os impactos negativos das alterações de motricidade fina na vida acadêmica e social das pessoas que sofrem com o déficit supracitado.

## O peso das condições sociodemográficas no desenvolvimento motor
Os seres humanos estão passando por um constante processo de desenvolvimento motor, o qual envolve mudanças sucessivas, com graus de complexidade distintos. Dessa forma, dentro de cada etapa de aprendizado motor adquire-se muitas habilidades, que irão, posteriormente, se aperfeiçoar cada vez mais. Nesse sentido, é de extrema importância o conjunto de condições sociais, biológicas e ambientais saudáveis para um bom desenvolvimento desde o nascimento dos indivíduos.
No entanto, a realidade hodierna diverge dessa condição necessária, uma vez que os índices atuais apontam que além dos obstáculos que já são frequentes, como doenças parasitárias e desnutrição, foram acrescidos impasses sociais, do tipo exposição a violência, aumento da obesidade e sedentarismo, elevado número de pais usuários de drogas, e ainda as desigualdades na saúde, que são consequentes, em grande parte, da discrepância econômica e das diferenças raciais.
Dessa forma, os indivíduos que nascem em situações precárias como as supracitadas, sofrendo com vulnerabilidades desde o período pré-natal e a primeira infância, terão, provavelmente, seu desenvolvimento motor com muitos déficits. Assim, esses déficits acumulados resultarão em um adulto com problemas cognitivos e psicológicos, já que essas situações errôneas afetam a estrutura e a função do cérebro, o que poderá refletir negativamente em seus futuros filhos, se os tiverem, criando uma cascata de gerações afetadas.
De acordo com essa premissa, a “Avaliação do desenvolvimento motor infantil e sua associação com a vulnerabilidade social”, realizada em 2018, apresenta uma pesquisa que visa avaliar o desenvolvimento motor de 110 crianças entre 4 a 17 meses de idade e investigar sua associação com fatores de risco sociodemográficos. Dessa maneira, dentre os selecionados para a pesquisa, 24 eram prematuros, 66 não tinham nenhuma patologia diagnostica e 91 delas estavam internadas por problemas respiratórios, além de que 67 estavam com vacinas em atraso. Além disso, foram coletados dados pessoais de seus pais, que demonstraram cenários preocupantes, como o fato de que 48,7% dos selecionados conviviam com tabagismo no domicílio e 41,7% das famílias já relataram algum tipo de violência.
Nessa perspectiva apontada, os dados coletados do desenvolvimento motor dos 110 voluntários mostraram que mais da metade deles estavam com muitos déficits no seu desempenho motor ou com grandes suspeitas. E, assim, a associação entre esses dados e os anteriormente citados –informações gerais e pessoais dos selecionados–, se apresentam quando, dos indivíduos com atraso no desenvolvimento motor, 70% estavam com as vacinas atrasadas, tendo associação entre essas duas condições. Foi possível, também, encontrar ligações entre o retardo nas habilidades motoras das crianças, com a presença de tabagismo nas residências. Entre outras informações coletadas.
Em suma, conforme as informações apresentadas, é notório a ligação entre problemas sociodemográficos com o desenvolvimento motor dos seres humanos, já que apesar dos dados, muitas vezes, se mostrarem subjetivos, ainda assim há evidencias cientificas que uma vida saudável em todos os eixos – como familiar, econômico, saúde – é imprescindível para um bom desenvolvimento motor, social e emocional. Assim, cabe ações coletivas para reverter esse quadro alarmante, com os cientistas e profissionais da saúde, associados a sociólogos elaborarem métodos para estudar as causas, consequências e possíveis soluções para findar esse fenômeno, visando atingir o cenário ideal em que todos tenham oportunidade de desenvolverem todas suas habilidades motoras e psíquicas de forma saudável. Afinal, é de primordial relevância que se possa atingir um aprimoramento dessas habilidades sem que o meio externo (condição social) atue como um fator retardativo.

## Importância do esporte no desenvolvimento motor infantil
Uma opção para o bom desenvolvimento motor de um indivíduo é a prática de esportes, visto que tais atividades induzem ao uso de diversos grupos musculares, e fazem com que o indivíduo execute funções motoras mais básicas, como correr e saltar, além da interação social promovida pelo esporte, o que auxilia no desenvolvimento cognitivo. O educador físico Reinaldo de Almeida Júnior afirma “Hoje em dia as oportunidades motoras estão cada vez mais restritas às crianças, já que elas têm pouco acesso às áreas livres para brincar e se divertir, diferente de antigamente, quando brincavam livremente pelas ruas, praças e quintais, e, assim, suas habilidades motoras eram desenvolvidas naturalmente. Pensando nisso e nas fases do desenvolvimento motor, o esporte pode ser o aliado no desenvolvimento das habilidades”.
Contudo, a escolha do esporte adequado é extremamente importante, para que não haja a ultrapassagem de etapas fundamentais do desenvolvimento. Esportes como: basquete, vôlei, futebol, natação e muitos outros se fazem importantes no processo de desenvolvimento das habilidades motoras de diferentes maneiras, devido à grande variedade de movimentos e fundamentos que cada esporte proporciona. Dessa maneira, se faz fundamental a vivência de diferentes modalidades esportivas desde a infância. A infância é a melhor fase para a aprendizagem motora, porém, tudo o que acontecer com as crianças nesse período vai marcá-las para o resto da vida (VOSER, 1996). No basquete, por exemplo, o desenvolvimento de capacidades motoras, cognitivas e coordenativas são características da grande diversidade e complexidade do esporte. A natação, pela prática corporal junto ao meio líquido, resgata a possibilidade de uma variedade de movimentos que colaboram para que a criança esteja em contato com diferentes habilidades. No vôlei, o vasto repertório de gestos e movimentos simples e complexos também acarretam no desenvolvimento não apenas motor, mas também social e psicossocial. No atletismo, permite-se o desenvolvimento de capacidades físicas como resistência, força, flexibilidade, velocidade e impulsão, além de estimular o raciocínio, a percepção e a agilidade, sendo de extrema importância a presença na Educação Física Escolar (GOMES, 2010). Nas partidas de futsal, há uma grande intensidade de movimentação que abrange os participantes de forma geral e leva a um elevado gasto energético, requisitando uma taxa metabólica e neuromuscular elevada, o que evidencia as contribuições de esporte para o desenvolvimento motor. (CYRINO, 2002). Muitos outros esportes estão relacionados à prática e desenvolvimento da função motora, esses foram apenas alguns exemplos da grande importância da experimentação e prática de esportes.
É evidente a presença de benefícios na criança com a prática correta de esportes, como a melhora do sistema cardiorrespiratório, força muscular, agilidade, flexibilidade, melhora da percepção de si mesma entre outros aspectos. Porém, há de se ficar atento aos malefícios que a prática “errada” de esportes pode promover, como lesões e fraturas, que prejudicam o desenvolvimento dos padrões gerais, além de treinamentos muito limitados que acabam fazendo com que a criança não desenvolva outras habilidades. Portanto, as atividades mais indicadas para a criança, principalmente, quando a mesma inicia cedo as práticas de algum esporte deverão ser atividades prazerosas, que não as prejudique fisiológica e psicologicamente, mas ao mesmo tempo fazendo com que gere nelas um desenvolvimento correto de suas funções motoras.

## A função motora de crianças com hidrocefalia[40]
A hidrocefalia é uma condição clínica expressa pelo grande acúmulo de líquido cefalorraquidiano dentro dos ventrículos cerebrais ou no espaço subaracnóideo, ocasionando em um processo de dilatação ventricular progressiva e no aumento da pressão intracraniana (JAIN et al.,2007), de tal forma que passa a existir um efeito de compressão nas estruturas cerebrais em volta do cérebro, comprometendo a vascularização da área.
O desenvolvimento motor segue uma ordem, é natural que as crianças passem por estágios previsíveis para que haja evolução motora. Contudo, tal ordem de crescimento pode sofrer alterações, causando atraso no Desenvolvimento psicomotor (DNPM) no primeiro ano de vida - genéticos, ambientais, psicológicos - portanto, o DNPM é comprometido, necessitando de um auxílio específico.  
Porém, quando o desenvolvimento motor é atrasado, ele segue uma ordem própria; desorganizada; não prevista e inteiramente ligada ao fator que gerou essa deficiência na criança. Levitt (1982) classificou que a deficiência física na criança ocasiona a restrição dos movimentos, não permitindo muitas vezes que ela tenha a sensibilidade e percepção que as crianças teriam dentro do cotidiano delas (SCHOENMAKERS,2005).
Pacientes que apresentam o quadro de hidrocefalia, possuem uma alta chance de possuir sequelas, dentre elas distúrbios motores, cognitivos e/ou intelectuais. Segundo estudos, um quarto dos pacientes infantis com hidrocefalia congênita apresenta sinais de atraso motor, identificado pela adução-flexão dos polegares, o que mostra que existe grande chance de haver um comprometimento do trato córtico-espinhal.
Além dos déficits motores, os atrasos no desenvolvimento podem causar limitações nas habilidades funcionais, que incluem o autocuidado, como o banho e alimentação independentes, atividades como ir ao banheiro e levantar da cama com independência, ir à escola, interagir com outras crianças e realizar tarefas de função social (ALMEIDA, et al., 2009). As sequelas motoras acontecem devido ao comprometimento cerebral e as complicações do uso de válvulas de drenagem, uma vez que esse sistema influencia de modo negativo no desenvolvimento intelectual e motor desses pacientes, interferindo na mortalidade, morbidade e qualidade de vida desses pacientes (FERREIRA et al., 2016).
Em um estudo com abordagem quantitativa, desenvolvido no Ambulatório de Neurocirurgia do Hospital Universitário da Universidade Federal de Sergipe, entre novembro de 2007 a agosto de 2008, 54 crianças com Hidrocefalia e seus cuidadores, foram usados como amostragem para a pesquisa, utilizaram escala de avaliação de tônus de Durigon, validada no Brasil a fim de apurarem as sequelas motoras das crianças. (OLIVEIRA et al., 2013)
Julgaram a análise da reação muscular ao alongamento, variando de 1 a 19 graus, considerando grau 1 para hipotonia, grau 2 para tônus normal e de 3 a 10 graus para aumento progressivo de hipertonia. Concluiu-se que existe a presença de sequelas em crianças com déficit motor, hipotonia ou hipertonia. (OLIVEIRA et al., 2013). Oliveira, autor do estudo, julgou que esse resultado é devido ao grande número de procedimentos cirúrgicos realizados logo na primeira infância. Sendo assim, faz-se necessário, iniciar a estimulação precoce para trabalhar a plasticidade neuronal, de tal modo que seja evitado a instalação de padrões anormais e padrões de movimentos inadequados.
Fica evidente, portanto, que terapias físicas especializadas são de grande valor para que haja desenvolvimento motor nas crianças afetadas pela doença. A equoterapia apresentou método funcional no auxílio do desenvolvimento motor de portadores da deficiência em questão (PRESTES et al., 2010).Na Equoterapia é observado um ajuste tônico, que é o movimento de forma automática de adaptação ritmada, facilitando as informações proprioceptivas (SILVA et al., 2008).

## Atraso do desenvolvimento motor em crianças em situação de obesidade[45]
Obesidade é o excesso de gordura corporal no indivíduo, é determinada pela porcentagem de tecido adiposo no corpo. A obesidade na adolescência pode causar uma série de prejuízos à saúde na vida adulta, como diversos fatores de risco como as doenças cardiovasculares, hipertensão, diabetes, menor concentração plasmática de colesterol de alta densidade (HDL), distúrbios psicológicos, doenças renais, apoplexia, males hepáticos e ainda dificuldades motoras .
O desenvolvimento infantil é influenciado pelo ambiente, a alimentação, a oportunidade de socialização e a educação formal através da escola, dentre outros, constituem elementos que participarão do desenvolvimento da criança. A criança obesa tem uma redução da atividade motora e não tem interesse pelo exercício físico. Quando essa participa de um exercício, seu desempenho é mais baixo do que a de uma criança com peso adequado. Há um esforço muito maior para a criança obesa na realização de uma atividade física, isso reduz o prazer da atividade.
Um estudo realizado na cidade de São José por Joris Pazin, Deivis Elton Schlickmann Frainer e Daniela Moreira, feito com crianças de 6 a 10 anos de ambos os sexos matriculadas na rede Municipal de Ensino. Onde nesse estudo podemos verificar um atraso motor de todas as áreas motoras em relação a idade cronológica, com maior prejuízo no equilíbrio, organização espacial e organização temporal.
Esse resultado pode ser uma consequência do sedentarismo ligado ao estado de obesidade, dificuldades para realização de atividades físicas, vergonha da exposição corporal (este cuidado para não se expor proporciona a escolha de atividades com abaixo gasto calórico).Por conta desses motivos, essas crianças acabam optando por outras atividades que não possibilitam vivencias motoras amplas, limitando o desenvolvimento motor.
Alguns padrões motores podem estar ligados ligados com a condição de obesidade, como não ter motivação ou fazer um maior esforço e trabalho para realizar um certo nível de exercício, menor eficiência mecânica, maior demanda energética para um mesmo tipo de esforço, processo metabólico e hormonal diferente das crianças não obesas.